# Busto Arsizio
Busto Arsizio é uma comuna italiana da região da Lombardia, província de Varese, com cerca de 80.135 habitantes. Estende-se por uma área de 30.27 km², tendo uma densidade populacional de 2647 hab/km². Faz fronteira com Cassano Magnago, Castellanza, Dairago (MI), Fagnano Olona, Gallarate, Legnano (MI), Magnago (MI), Olgiate Olona, Samarate.

## Demografia
| Variação demográfica do município entre 1861 e 2011                               |
|                                                                                   |
| Fonte: Istituto Nazionale di Statistica (ISTAT) - Elaboração gráfica da Wikipedia |